# Спасо-Новоприлуцкий монастырь
Спасо-Новоприлуцкий монастырь — бывший православный мужской монастырь, располагавшийся в деревне Кандрашевская Приморского района Архангельской области, существовал в 1617—1764 годах.

## История
Монастырь был основан в 1617 году по благословению митрополита Новгородского Исидора (1603—1619) монахом Александро-Свирского монастыря старцем Иоасафом.
В начале XVIII века по распоряжению архиепископа Афанасия в обители разместилась духовная семинария, которая вскоре была переведена в Архангельск. В 1764 году монастырь был упразднен указом Екатерины Второй в ходе секуляризационной реформы.
Монахи перешли в кельи Архангельского монастыря. По приказу архиепископа Афанасия обитель отдана под духовную семинарию, которая просуществовала до 1771 года, а затем её воспитанники также перебрались в Архангельск.
Позже на благословенном возвышении воздвигли храм Тихвинской иконы Божьей Матери, который разрушили пришедшие к власти большевики .
Позднее на этом месте был возведён храм Тихвинской Божьей Матери, разрушенный в годы Советской власти.
Летом 2007 года на месте бывших монастыря и храма поставлен крест. Монастырь предполагается восстановить.